# American Pie (노래)
〈American Pie〉는 미국의 싱어송라이터 돈 맥클린의 곡이다. 1971년 《American Pie》 음반에 녹음되어 발매된 이 싱글은 1972년 4주 동안 미국 최고의 히트곡이었으며 호주, 캐나다, 뉴질랜드에서도 1위를 차지했다. 영국에서, 싱글곡은 2위에 도달했고, 그 노래는 3주 동안 머물렀고, 1991년 재발행된 곡이 12위에 도달했다. 이 곡은 미국 음반 산업 협회의 세기의 노래에서 5위에 올랐다. 이 곡의 잘린 버전은 2000년에 마돈나가 다루었고 영국, 캐나다, 호주를 포함한 여러 나라에서 1위에 올랐다. 맥클린의 결합 버전은 발매 당시 빌보드 핫 100에 들어간 네 번째로 긴 곡이며, 1위에 오른 가장 긴 곡이기도 했다.
"음악이 죽은 날"이라는 말은 1959년 로큰롤 음악가인 버디 홀리, 빅 바퍼, 리치 밸런스를 죽인 비행기 사고를 가리킨다(그 충돌은 맥클린의 노래가 인기를 끌기 전까지는 그런 이름으로 알려지지 않았다). 다른 가사의 의미는 오랫동안 논의되어 왔고, 수십 년 동안 맥클린은 언급된 많은 등장인물들과 사건들의 상징성을 설명하기를 거부했다. 그러나 이 곡의 전반적인 주제는 3명의 영웅들의 목숨을 앗아간 비행기 추락사고로 상징되는 초기 로큰롤 세대의 순수함을 잃는 것이다.
2017년 맥클린의 원곡은 미국 의회도서관이 '문화적, 역사적, 예술적으로 중요한' 것으로 선정했다.

## 배경
돈 맥클린은 뉴욕주 새러토가스프링스의 카페 레나에서 〈American Pie〉를 썼지만, 2011년 《뉴욕 타임스》 기사는 맥클린이 이 주장을 반박한 것으로 인용했다. 카페 레나의 일부 직원들은 그가 그곳에서 곡을 쓰기 시작했고, 이후 뉴욕주 콜드스프링과 펜실베이니아주 필라델피아에서 곡을 계속 썼다고 주장한다. 맥클린은 이 곡이 콜드스프링과 필라델피아에서만 작곡되었다고 주장한다. 새러토가스프링스의 캐롤라인 스트리트에 있는 술집인 틴 & 린트는 이 노래가 그곳에서 쓰여졌다고 주장하고 있으며, 테이블에는 명판이 표시되어 있다. 일부는 이 노래가 처음 공연된 곳이 세인트 조지프스 대학교와 같은 다른 장소라고 주장했지만, 맥클린은 1971년 3월 14일 로라 니로를 위해 오프닝했을 때 이 노래가 필라델피아 템플 대학교에서 데뷔했다고 주장한다. 그러나 이 노래의 역사에 대한 2022년 다큐멘터리는 특정 콘서트가 근처의 세인트 조지프스 대학교에서 실제로 일어났다고 언급한다.
이 곡은 에드 프리먼에 의해 프로듀싱되었고 몇몇 세션 음악가들과 함께 녹음되었다. 프리먼은 맥클린이 이 곡에서 리듬 기타를 연주하는 것을 원하지 않았지만 결국 누그러졌다. 맥클린과 세션 음악가들은 2주 동안 리허설을 했지만 곡을 제대로 맞추지 못했다. 마지막 순간에 피아니스트 폴 그리핀이 추가되었는데, 이때 곡조가 하나로 합쳐졌다. 맥클린은 1969년 또는 1970년 마틴 D-28 기타를 사용하여 〈American Pie〉의 기본 코드를 제공했다.
이 곡은 1971년 10월 음반 《American Pie》에서 데뷔했고 12월에 싱글로 발매되었다. 이 곡의 길이는 8분 30초로 45RPM 음반의 한 면에 완전히 들어맞을 수 없었기 때문에 유나이티드 아티스츠는 처음 4:11분이 음반의 A-사이드를 차지했고 마지막 4:31분이 B-사이드를 차지했다. 라디오 방송국들은 처음에는 노래의 A-사이드만 재생했지만, 곧 관객들을 만족시키기 위해 정규 음반 버전으로 전환했다.

## 사용
2023년 미국을 방문한 윤석열 대통령은 국빈만찬에서 이 노래를 불렀다.
윤 대통령의 〈American Pie〉는 돈 맥클린을 포함한 세계적인 관심을 끌었다.

## 인증
| 국가                               | 인증        | 판매량/출하량 |
| ---------------------------------- | ----------- | ------------- |
| 캐나다 (뮤직 캐나다)               | 5× 플래티넘 | 400,000       |
| 영국 (BPI)                         | 2× 플래티넘 | 1,200,000     |
| 미국 (RIAA)                        | 3× 플래티넘 | 3,000,000     |
| 판매량+스트리밍을 기반으로 한 인증 |             |               |

## 같이 보기
- Vincent (노래)